# 宮根誠司
宮根 誠司（みやね せいじ、1963年（昭和38年）4月27日 - ）は、日本のフリーアナウンサー、タレント、総合司会者。テイクオフ所属。島根県大田市出身。元朝日放送（現：朝日放送テレビ）エグゼクティブアナウンサー。

## 来歴

### 局アナ時代
島根県立大田高等学校卒業後、浪人生活を経て、関西大学経済学部に入学。大学卒業後の1987年、朝日放送にアナウンサーとして入社。元々、アナウンサーを志してはいなかったが就職活動中にふと立ち寄った就職課で朝日放送の募集掲示を見て、軽い気持ちで応募。面接でのトークが成功して採用された。新人時代はアナウンサーとしての基礎知識がなく、担当番組がなかなか決まらず、ニュース読みを続けたという。
朝日放送テレビ『おはよう朝日です』（以下、おは朝）に代打で出演したことが転機となり、同番組のリポーターになった。その後は1990年4月からメインキャスターが先輩の岡元昇になったのを機に番組史上唯一の男性サブキャスター(ただし放送上は岡元と共に事実上のダブル メインキャスター)となり、1994年からは『おは朝』の単独司会を務める。

### フリー転身後
2004年3月末で朝日放送を退社。同年4月より、フロム・ファーストプロダクション大阪支社に所属。、フリーアナウンサーに転身した。やしきたかじんが朝日放送の社長らを説得したことがフリーになる決め手となったというたかじんだけでなく、笑福亭鶴瓶からもフリー転身の催促を受けていたことがフリー転身のきっかけである。
フリー転身後も局アナ時代からレギュラー出演していた『おは朝』『食べて元気!ほらね』にはフリーの立場で引き続き出演した。
2005年4月から1年間、毎日放送『っちゅ〜ねん!』にレギュラー出演。同年11月からは読売テレビ『激テレ★金曜日』で司会を務め、テレビ大阪（TVO）を除く在阪準キー局全てでレギュラー番組を持った。
読売テレビでのレギュラー番組『ミヤネ屋』が全国ネット化して、全国的に知名度を上げた（後述）。
以降の宮根は在京キー局発の全国ネットのテレビ番組には決して頻度は多くないがゲスト出演するようになる。テレビ朝日系列（古巣・朝日放送を除く）は2009年3月18日放送の『ワイド!スクランブル』VTR出演のみで、テレビ東京系列全国ネット番組の出演歴は、テレビ大阪制作を含めてもない。
2010年3月を以て『おは朝』を降板した（後述）。
2006年7月31日からは金曜のみの放送だった『激テレ』をリニューアルして、月 - 金の帯番組『情報ライブ ミヤネ屋』（以下『ミヤネ屋』）を開始した。『ミヤネ屋』のスタートに伴い、平日は『おは朝』と掛け持ちで朝と夕方の生番組の総合司会を務めることとなる。宮根は『ミヤネ屋』の第1回で、キー局の日本テレビの本社（日テレタワー）に行って『午後は○○おもいッきりテレビ』本番終了後に、総合司会のみのもんた本人と対談。第2回は『ザ・ワイド』（2007年9月末で終了）の総合司会草野仁と対談した。宮根がみの、草野と共演した番宣用スポットを制作した。
2007年10月1日からは『ミヤネ屋』が関東地区と長野県を除いて、13:55 - 16:43（金曜のみ16:50）に放送枠を移動。全国ネット番組に昇格した。2008年1月7日からはテレビ信州で放送開始。同年3月31日からは日本テレビで放送開始した。これを機に日本テレビ系列の民放テレビ局 フルネットとなった。
2008年の『鳥人間コンテスト選手権大会』は「チームミヤネ屋」のパイロットとして、プロペラのない機体で飛行距離を競う滑空機部門に出場。300m越えを目標として、301.30mで有名人新記録を樹立した。
2009年3月22日、東京マラソンに参加。宮根は参加前に『ミヤネ屋』内で「4時間30分を切らなければ丸刈りにする」と宣言した。結果は正式記録で5時間56分09秒（スタートライン通過までのロスタイムを除いた参考記録で5時間40分）。目標を果たせなかったことから翌日の生放送中にバリカンを入れられ、丸刈り頭になった。
2012年1月6日発売『女性セブン』で再婚前から交際していた飲食店経営の女性との間に再婚後に生まれた隠し子がいることが報じられた。2004年6月頃に出会い、交際。2007年春頃、飲食店を経営している16歳年下の女性から妊娠したことを告げられ、2008年2月に女児を出産、宮根は認知。宮根は番組冒頭で、この報道を認めて謝罪した。
2012年12月16日にフジテレビの選挙特別番組『FNN総選挙2012 ニッポンの決意 JAPAN'S DECISION』でメインキャスターを務める。自身初の選挙特番のメインキャスター担当となった。
2014年2月23日、2回目の東京マラソン出場。4時間15分57秒でゴールして、リベンジを果たした。
2017年6月17日に沖縄開催した『AKB48 49thシングル 選抜総選挙』では結果発表に初めて関わり、第7位の結果を発表した。

### 新事務所設立
2010年3月末で、フロム・ファーストプロダクションとの契約を解消。これに伴い、『おは朝』を降板。3月1日に東京都で設立した事務所であるテイクオフ（TakeOFF）へ4月1日付で移籍した。フリー転身当初からマネージャーを務めた横山武が代表を務める会社である。宮根は所属第1号タレントであり、共同出資者でもある。
同月より在京キー局制作番組初のレギュラー番組として、『Mr.サンデー』（フジテレビ・関西テレビ共同制作）を開始。『おは朝』で共演したクマガイタツロウ、たつをと共に「宮根誠司と2T」を結成。初代エンディングテーマソング「Hey!Mr.サンデー」の作詞・作曲・歌唱を担当した。

## 人物
- 家族構成は妻と娘一人だが2023年に離婚したことを発表[15]。別の女性との間にも娘が一人いる。自身は一人っ子で兄弟は居ない。身長173cm[7]。
- ゴルフ、野球、ギター、プロレス観戦を趣味としている[7]。ゴルフでは、2016年のザ・レジェンド・チャリティプロアマトーナメントの著名人の部で優勝した。
- 局アナ時代、フリーになりたかったがテレビ局に言いだせなくて悩んでいた時、たかじんに相談したことがあった。半年後、たかじんから電話があり料亭に呼び出された。料亭の個室に入ると、そこにはたかじんとテレビ局の社長がいた。そして、たかじんが社長に「こいつテレビ局を辞めてフリーになりたがってるんですよ」と言ってくれた。これが決め手となり宮根はフリーになることができた[注 2]。
- 「島根のみのもんた」と称され、ステレオタイプの関西人像を唱えたり、大阪でも特異な人物を「大阪のおばちゃん」と関西代表にすることがある。だが、父親は大阪府出身であるものの、自身は島根県の出身であり、生粋の関西人ではないので近畿方言、関西弁ではない発音をすることがある。これらのことにより、「ニセ関西人」と批判されることもあり、2009年には『週刊文春』でその批判に対するインタビューが行われたことがある[16]。
- 学生時代からタモリのファンで追っかけをしていた。浪人時代にタモリのライブを観たことがあり、ニッポン放送『タモリのオールナイトニッポン』も熱心に聴いていた[5][17]。2014年1月13日、フジテレビ系『笑っていいとも!』のコーナー「テレフォンショッキング」に出演し、タモリと初めて対面した（通常は自身が司会を務める『ミヤネ屋』が大阪・読売テレビから生放送を行っている関係で出演できないが、この日は高校サッカー・決勝の中継で休止だったため出演できた）[5][17]。ローカル時代と全国ネット化後で変化がないことを明かしている[18]。
- 『NHK紅白歌合戦』の総合司会が目標であると語っている[9][19]。
- 俳優やお笑いタレントのワイドショー進出について、「僕らの職場がなくなる」と述べている[20]。
- 自身が尊敬する先輩アナウンサーとして古舘伊知郎を上げており、あの人には絶対に足下にも到底及ばないと話している。しかし、古舘が『報道ステーション』（テレビ朝日系）のメインキャスターを2016年3月に降板する事を正式に発表された際、自身が後任候補に名前が上がった際、総合司会を務める『ミヤネ屋』では翌日の冒頭で「こんにちは。『報道ステーション』です。あっ、間違えちゃった!」と話すなど、当初は前向きとも取れる発言をしていた[21](最終的に後任にはテレビ朝日アナウンサーの富川悠太に決定した)。その後、『解決!ナイナイアンサー』（日本テレビ系）にゲスト出演した際には「自分には無理」と振り返り、(報道が出たことについて)「なぜ名前が出ていたのか分からない。自分にはできない。」と話した上で、「自分には無理だなと思った。」そのきっかけは、古舘や『報ステ』のスタッフとの飲みの席だったといい、「その緊迫感は半端なかった」「これが本当にテレビと向き合う人の姿勢。自分には無理。」と考えるに至ったという。ただ、実際にオファーが来ていたとしても「基本は無理」と繰り返し、続けて「あとはコレだけですが」と指でお金のマークを作って笑いを誘った。更に、同じく出演した日本テレビアナウンサー桝太一から「古舘さんの凄さって何ですか？」と問われ、「知識が深い、（言葉を）かまない、情報処理能力が速い」と最後まで古舘の凄さを語った[22]。
- 2016年11月6・13日放送分の『ボクらの時代』（フジテレビ系）でその古舘とテレビ初共演。宮根が局アナとして所属していた朝日放送の後輩・赤江珠緒の結婚披露宴の場で、2人で飲んでベロベロになり、その後古舘の車に乗った瞬間、「古舘さん、いい車乗ってまんな」と言い、続けて「年間、なんぼ稼いでる?」といきなり年収を聞いたという。古舘は「それで好きになりました。“なんだコイツ!?”みたいな。」と、逆に宮根が好印象だったと語っている[23]。その『僕らの時代』に出演した際に古舘は「宮根君に出て欲しい」と直々に宮根にオファーしたともされている。
- 「スタジオの一歩外に出ると、普通の人になる。そのギャップが耐えられないときがある。」と語っている[24]。また、自身の出演番組は一切観ないという[25]。
- 2015年の「嫌いなアナウンサーランキング」で1位を獲得したことがある[26]。また、文春の「嫌いなアナウンサーランキング」の男性部門では、一位の常連である[27][28]。さらに、同誌の「嫌いなキャスター＆コメンテーター」部門ランキングでも一位になったこともある[29][30]。2022年には『女性自身』の「嫌いなMCランキング」でも1位になったことがある[31]。2024年には『週刊女性』の「苦手なテレビ司会者ランキング」でも上位入りしている[32]。同年には『週刊現代』の「スタジオで嫌われているMC」ランキングでも僅差で2位になったことがある[33]。2025年の『週刊女性』の「もう終わってほしい情報番組ランキング」では『情報ライブ ミヤネ屋』が圧倒的一位になっており、宮根のMCぶりに不満が爆発する結果となった[34]。

## 出演

### 現在の出演番組
- 情報ライブ ミヤネ屋（読売テレビ） - 総合司会[35]
- Mr.サンデー（フジテレビ・関西テレビ共同制作） - 総合司会[35]

特番
- 24時間テレビ 「愛は地球を救う」（日本テレビ、2009年 - 2012年・2014年・2016年 - ）
- ベストヒット歌謡祭（読売テレビ、2009年 - ） - 司会
- 世界法廷ミステリー（フジテレビ、2012年9月 - ） - 司会
- ミヤネのナンバーワン（関西テレビ、2014年 - 2021年（毎年年末）） - MC[35]
  - 新春!ミヤネのナンバーワン（関西テレビ、2023年1月3日） - MC
- 宮根誠司の日本もうけ話（フジテレビ、2019年 - （毎年12月30日）） - 司会

### 過去の出演番組

#### 朝日放送アナウンサー時代
- 聞けば効くほどやしきたかじん（ラジオ）
- ニュース・ウェーブ（テレビ）
- ABCフラッシュニュース（テレビ）
- 午後は一気に!サタデーたかじん（ラジオ、1987年）
- ABCラジオファンキーズ（ラジオ）
- ABCラジオシティ（ラジオ、1989年 - 1990年、小林千絵とコンビ）
- おはよう朝日です（テレビ、司会、朝日放送退社後も2010年3月26日まで担当）

#### フリー転身後
レギュラー出演
- たかじんTEPPAN（読売テレビ）
- たかじんnoばぁ〜（読売テレビ）
- ムハハnoたかじん（関西テレビ）
- たかじん胸いっぱい（関西テレビ）
- たかじんのそこまで言って委員会（読売テレビ）
- 脳内活性!クイズファクトリー（関西テレビ）
- 征平・宮根のヨソ様の事情（テレビ大阪）
- っちゅ〜ねん!（毎日放送）
- 激テレ★金曜日（読売テレビ）
- 三代澤・宮根・桜井のスラスラ水曜日（朝日放送ラジオ）
- 宮根誠司のED恐れるに足らず（毎日放送）
- 誰がパパやねん!（NHK）
- 食べて元気!ほらね（朝日放送テレビ）
- 虎バン（朝日放送テレビ）
- カウントダウン・ドキュメント 秒ヨミ!（中京テレビ・日本テレビ）
- 幸せの黄色い仔犬「名古屋ご当地ソング計画」（中京テレビ）
- 宮根のどないアングル 〜どうでもいい!?究極の三択〜（関西テレビ）

単発司会・ゲスト出演
- 第32回鳥人間コンテスト選手権大会（読売テレビ・日本テレビ系）
- NNNドキュメント「最後の大銀杏〜床寿と朝青龍との約束」（読売テレビ・日本テレビ系、2009年3月1日） - ナレーション
- めちゃ×2イケてるッ!「やべっち寿司」（フジテレビ系、2009年6月20日）
- ひーぷー☆ホップ（沖縄テレビ、2009年7月4日）
  - 『ミヤネ屋』の特番『宮根誠司の南国で人気者になろうスペシャル!』（読売テレビ、2009年7月17日）からのみの出演。
- 世界一受けたい授業・日テレ系番組対抗スペシャル（日本テレビ、2009年10月10日ほか）「ミヤネ屋」チームで参加。
- ミヤネ式〜もうかる日本グルメ旅〜（フジテレビ、2009年12月30日・2010年12月26日）
- 高田純次&宮根誠司&アンタッチャブル山崎テキトー男3人旅in熱海（中京テレビ、2010年1月4日）
- 生きるチカラ学ぶTV ミヤネの仰天マネー塾（日本テレビ、2010年1月5日）
- ミヤネVS美男美女アナ NGハプニング感謝祭（日本テレビ、2010年3月21日）
- みのもんた66歳の逆襲（TBS、2010年9月2日『スパモク!!』にて。毎日放送では2010年9月4日、以後は一部地域のみ）
- たけしの新・教育白書（フジテレビ系、2010年11月20日） - 北野武と共同司会
- アルマの伝説〜君の知らない犬物語〜 （NHK教育、2010年12月13日 - 16日）  - 犬のカンタ先生（声）
- ミヤネ韓国大物ツアー（フジテレビ、2011年9月3日）
- 辛坊・宮根のワケあり!?ジャパン（読売テレビ、関西ローカルの単発番組） - 2011年11月20日・27日
- スタイルプラス（東海テレビ、2013年4月28日） ゲスト出演
- AKB48選抜総選挙SP（フジテレビ）　総合司会
  - 第5回AKB48選抜総選挙SP（2013年6月8日）
  - 第6回AKB48選抜総選挙SP（2014年6月7日）
  - 第7回AKB48選抜総選挙SP（2015年6月6日）
  - 第8回AKB48選抜総選挙SP（2016年6月18日）
  - 第9回AKB48選抜総選挙SP（2017年6月17日）
- 森田一義アワー 笑っていいとも!（フジテレビ、2014年1月13日、テレフォンショッキング）
  - 笑っていいとも!増刊号（フジテレビ、2014年1月19日）
- 桑原征平粋も甘いも（朝日放送ラジオ、2014年12月10日） -  「私の通信簿」コーナーにゲスト出演。
- FNN衆院選2014 THE SENKYO 〜ニッポンをしゃべり倒す!〜（フジテレビ、2014年12月14日） 第1部・2部司会[35]
  - FNN参院選 みんなの選挙2016（フジテレビ、2016年7月10日）[35]
  - FNN選挙特番 ニッポンの決断!2017（フジテレビ、2017年10月22日）
  - Live 選挙サンデー 令和の大問題追跡SP（フジテレビ、2019年7月21日）
- よなよな…（朝日放送ラジオ、2015年1月1日） 電話出演
- FNN報道特別番組 今年のニュース決定版!（フジテレビ、2014年12月21日・2015年12月20日） - MC
  - FNN重大ニュースさよならジャパンOLD（フジテレビ、2016年12月18日） - MC
  - FNN重大ニュース 大追跡×総決算SP（フジテレビ、2017年12月17日） - MC
  - FNN重大ニュース ニュース総決算2018 平成最後の年末に真相を見たSP（フジテレビ、2018年12月16日） - MC
- ヤッホー!SPECIAL 宮根誠司のNEXT SAN-IN（山陰中央テレビ、2016年9月3日）
- 宮根誠司vs中部10県 地元じゃ当たり前!えっ!◯◯知らないの!?（中京テレビ、2016年12月11日）
- フルタチさん×Mr.サンデー合体SP（フジテレビ〈『Mr.サンデー』は関西テレビと共同制作〉、2017年3月19日）
- ごぶごぶ（毎日放送、2017年4月26日〈第275回〉・5月3日〈第276回〉） - ゲスト出演
- 土曜プレミアム・人志松本のすべらない話（フジテレビ、2018年1月20日）
- 新日ちゃんぴおん。（テレビ朝日、2024年5月24日）

### テレビドラマ
- パーフェクト・リポート 第1話（フジテレビ、2010年10月17日） - バラエティ番組「知ったかコロシアム」の司会役としてゲスト出演。
- 最高の離婚 第6話（フジテレビ、2013年2月14日）  - ラーメン店の店主 役
- 間違われちゃった男 第9話（フジテレビ、2013年6月15日） - 宮前診療所・宮前利成先生 役
- 世にも奇妙な物語 '14秋の特別編 「標識の人」（2014年10月18日、フジテレビ）
- HERO 最終話（フジテレビ、2014年9月22日） - ニュースキャスター 役
- 無痛〜診える眼〜 第9話（2015年12月9日、フジテレビ） - 北山貴志 役
- 連続テレビ小説 あさが来た 第146回・147回（2016年3月22日 - 23日、NHK） - 古田信男 役[36]

### 映画
- ミスター・ルーキー（2002年、東宝） - 上司 役
- HERO（2007年、東宝） - テレビレポーター 役
- くちづけ（2013年、東映） - アナウンサー 役

### 劇場アニメ
- 名探偵コナン 沈黙の15分（2011年、東宝） - ジャーナリスト 役[37]
- 名探偵コナン 11人目のストライカー（2012年、東宝） - 本人 役
- 映画 えんとつ町のプペル（2020年、東宝） - トシアキ 役[38]

### 吹き替え
- チキン・リトル（2005年、ディズニー） - エイリアンコップ 役

### イベント
- ダイワハウススペシャル プロ野球オールスタースポーツフェスティバル（日本プロ野球選手会・讀賣テレビ放送主催、2012年12月6日開催、2013年1月6日日本テレビ系列放送）司会